# Ostrówiec (województwo kujawsko-pomorskie)
Ostrówiec – wieś w Polsce położona w województwie kujawsko-pomorskim, w powiecie nakielskim, w gminie Sadki.
W latach 1975–1998 miejscowość administracyjnie należała do województwa bydgoskiego.